# Dreamland (groupe)
Pour les articles homonymes, voir Dreamland.
Dreamland est un groupe suédois de heavy metal qui fut découvert en 2001 lors du Festival de Rock Suédois et sous le nom de Infinity.
Ils ont sorti leur premier album "Future's calling" en novembre 2005 sous le label Dockyard 1.

## Composition du groupe
- Joacim Lundberg - Chanteur
- Eric Rauti - Guitariste
- Johan Eriksson - Guitariste
- Mats Rendlert - Bassiste
- Marcus Sköld - Batteur

## Discographie
- 2005: Future's Calling
- 2007: Eye For An Eye
- 2009: Exit 49